# Premis Godoy 2006
Els Premis Godoy 2006, a imitació dels Razzies, pretenen premiar a les pitjors aportacions cinematogràfiques de l'any 2006. Després de l'aparició de la notícia dels premis 2005 en la premsa general, la popularitat dels Premis Godoy ha anat en augment amb el que les votacions d'enguany es fan en el més absolut secretisme per a evitar intrusions externes. Les nominacions es van fer públiques el 14 de desembre de 2006 i els resultats es van publicar el 25 de gener de 2007.
Tirant lo Blanc aconsegueix el rècord de nominacions amb onze, encara que posteriorment s'hauria de conformar amb només dos premis (pitjor director i pitjors efectes especials). Alatriste és nominada a pitjor actor i pitjor guió, categoria en la qual venç. Aquest mateix any és candidata a millor actor i millor guió als Premis Goya.
Els VI Premis Godoy van ser l'última edició feta pública.

## Nominats

### Pitjor pel·lícula
- Desde que amanece apetece (guanyador)[3][4]
- GAL[3][4]
- La central[3][4]
- Locos por el sexo[3][4]
- Tirant lo Blanc[3][4]

### Pitjor director
- Vicente Aranda per Tirant lo Blanc (guanyador)[3][4]
- Miguel Courtois per GAL
- Fernando Guillén Cuervo per Los managers
- Bigas Luna per Jo sóc la Juani
- Antonio del Real per Desde que amanece apetece

### Premi María Luisa a 'La pitjor actriu'
- Raquel Meroño per Bajo aguas tranquilas[4]
- Kira Miró per Desde que amanece apetece[3]
- Inma del Moral per Locos por el sexo (guanyadora)[3][4]
- Esther Nubiola per Tirant lo Blanc[3]
- Natalia Verbeke per GAL[3]

### PremiFerran VIIal pitjor actor
- Javier Bardem per Goya's Ghosts[3]
- Viggo Mortensen per Alatriste[3]
- Fran Perea per Los managers (ganador)[3]
- Jordi Vilches per Locos por el sexo[3]
- Caspar Zafer per Tirant lo Blanc[3]

### Pitjor actriu de repartiment
- Victoria Abril per Tirant lo Blanc[3]
- Ariadna Gil per El laberinto del fauno
- María Jiménez per Los managers (guanyadora)[4]
- Rosario Pardo per Lifting del corazón
- María Valverde per Los Borgia

### Pitjor actor de repartiment
- Dani Martín per Jo sóc la Juani (guanyador)[4]
- David Meca por Sota l'aigua tranquil·la
- Jordi Mollà por GAL
- Roberto San Martín per La dama boba
- Santiago Segura per La máquina de bailar

### Pitjor guió
- Alatriste (guanyador)[4]
- Desde que amanece apetece
- La máquina de bailar
- Locos por el sexo
- Tirant lo Blanc[3]

### Pitjor direcció artística
- Aislados
- H6: Diario de un asesino
- La central
- La máquina de bailar (guanyador)[4]
- Tirant lo Blanc[3]

### Pitjor banda sonora
- Bajo aguas tranquilas
- Desde que amanece apetece
- GAL
- La central
- Los managers (guanyador)[4]

### Pitjor muntatge
- Desde que amanece apetece (guanyador)[4]
- H6: Diario de un asesino
- La central
- Skizo
- Tirant lo Blanc[3]

### Pitjor fotografia
- Bajo aguas tranquilas
- H6: Diario de un asesino
- La central
- La máquina de bailar (guanyador)[4]
- Los managers

### Pitjors efectes especials
- Bajo aguas tranquilas
- GAL
- H6: Diario de un asesino
- La máquina de bailar
- Tirant lo Blanc (guanyador)[3]

### Pitjor vestuari
- Desde que amanece apetece
- Locos por el sexo
- Los managers
- Tirant lo Blanc[3]
- Jo sóc la Juani (ganador)[4]

### Pitjor perruqueria i maquillatge
- Bajo aguas tranquilas
- GAL
- La màquina de ballar (guanyador)[4]
- ¿Por qué se frotan las patitas?
- Tirant lo Blanc[3]

### Pitjor pel·lícula estrangera
- Deixa't portar
- El tigre i la neu
- Basic Instinct 2 (guanyador)[4]
- La pantera rosa
- Serps a l'avió

### Pitjor aportació internacional de l'any
- Orlando Bloom
- Tom Cruise (guanyador)[4]
- Katie Holmes
- Lindsay Lohan
- Bryan Singer

### PremiFrancesc de Paulaal 'Millor guió de l'any'
- AzulOscuroCasiNegro[3]
- La noche de los girasoles[3]
- Salvador[3]
- Vete de mí[3]
- Volver (guanyador)[3]